# Maison Marteau
L'immeuble au no 41 du boulevard Magenta, dit maison Marteau, est un immeuble à Fontainebleau, en France. Il est partiellement inscrit aux monuments historiques depuis 1928. Au rez-de-chaussée se trouve le café Magenta, dit Le Magenta.

## Situation et accès
L'édifice est situé au no 41, à l'angle de la rue Saint-Louis, dans le centre-ville de Fontainebleau, elle-même au sud-ouest du département de Seine-et-Marne.

## Historique
Quand le tramway de Fontainebleau entre en service en 1896, un arrêt est établi tout juste à côté. En conséquence, on nomme dans cet immeuble, qui accueille alors également le commerce de vins A. Huger, le café Au Rendez-Vous des Tramways. L'édifice perd ses marches du côté du boulevard, agrandit ses vitrages et devient la maison Marteau durant l'entre-deux-guerres.

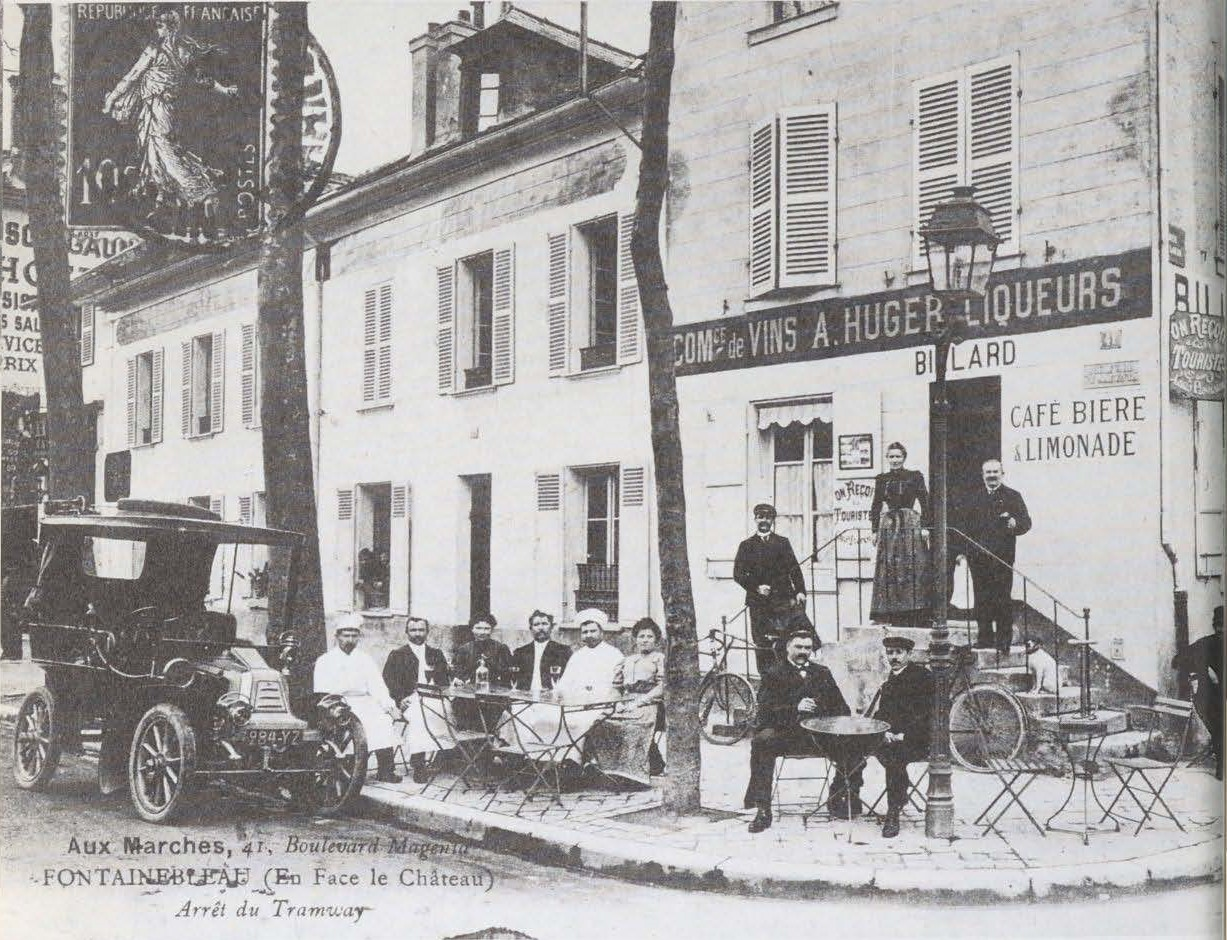
Le commerce de vins au tournant du XXe siècle
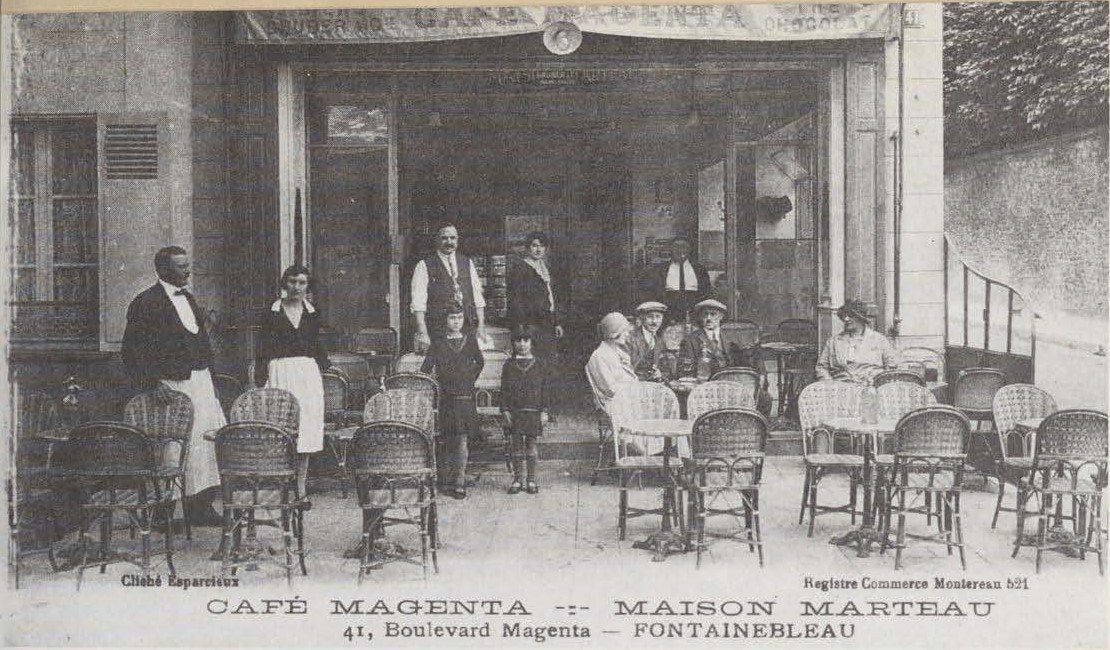
Le café Magenta de la maison Marteau durant l'entre-deux-guerres

## Structure
L'édifice, d'un style très modeste, s'élève sur quatre niveaux.

## Statut patrimonial et juridique
Les façades font l'objet d'une inscription au titre des monuments historiques par arrêté du 26 novembre 1928, en tant que propriété privée.